# 易卜拉欣哈吉清真寺
易卜拉欣哈吉清真寺，全称以易卜拉欣·阿吉命名的中央清真寺，又称东干清真寺，是吉尔吉斯斯坦伊塞克湖州卡拉科尔的一座清真寺。

## 简介
该清真寺始建于1910年，由东干人易卜拉欣哈吉（又称“马哈吉”）邀请来自北京的工匠设计，同本地工匠一同建造。苏联时期早期被用作粮库和体育学校，20世纪60年代重新开放供礼拜。2016年，土耳其合作与协调机构对该清真寺进行了修缮。

## 外观
建筑以木结构为主，建筑风格为中国传统建筑。建筑材料多来自天山云杉、榆树和杨树。装饰雕龙画风，也画有鸟兽虫鱼，但以植物居多。全寺木制建筑有42根柱子，柱子和天花板被漆成黄色，屋顶被漆成绿色，尖塔被漆成蓝色。

## 图册

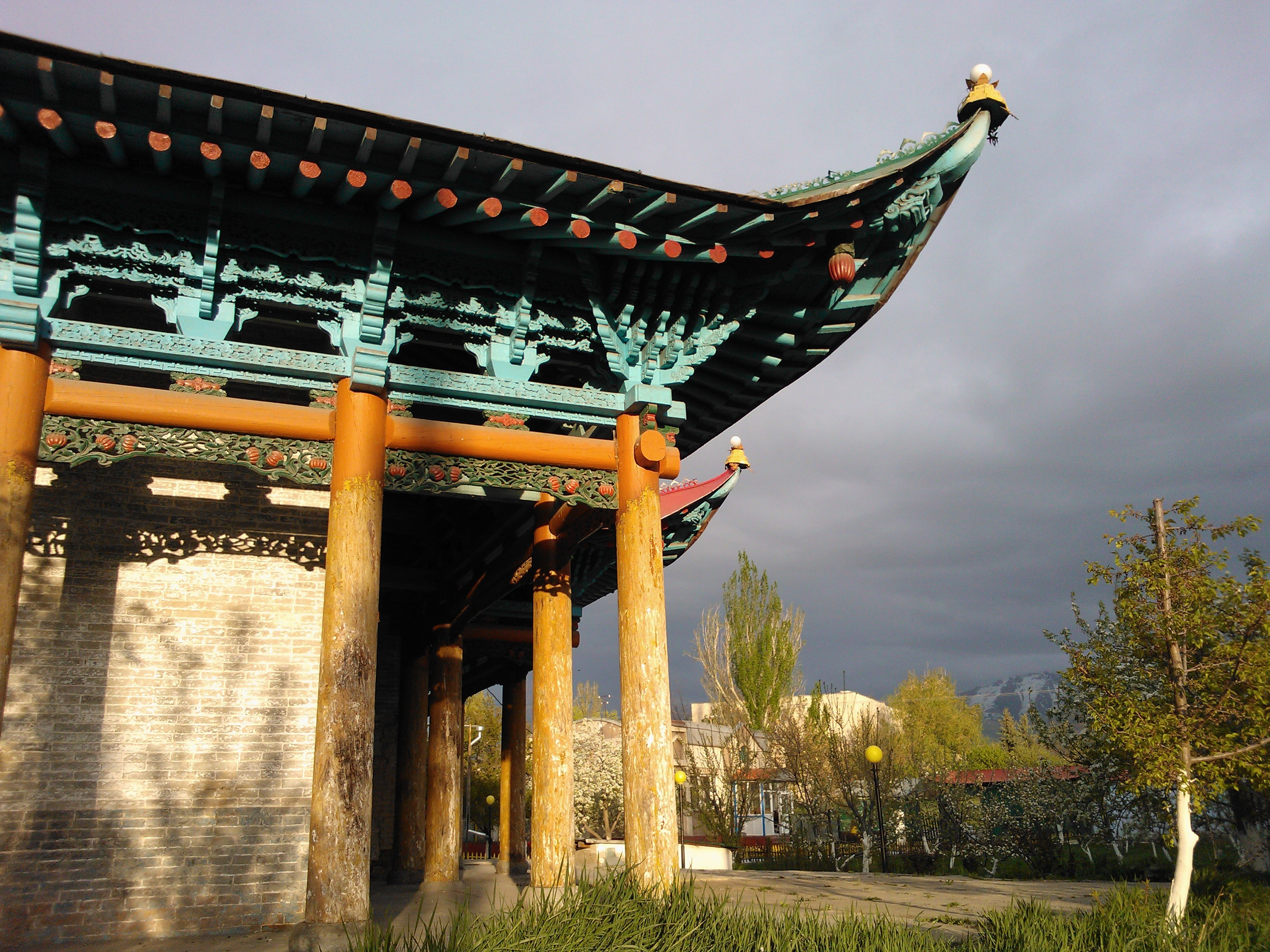
寺内一景，拍摄于2013年
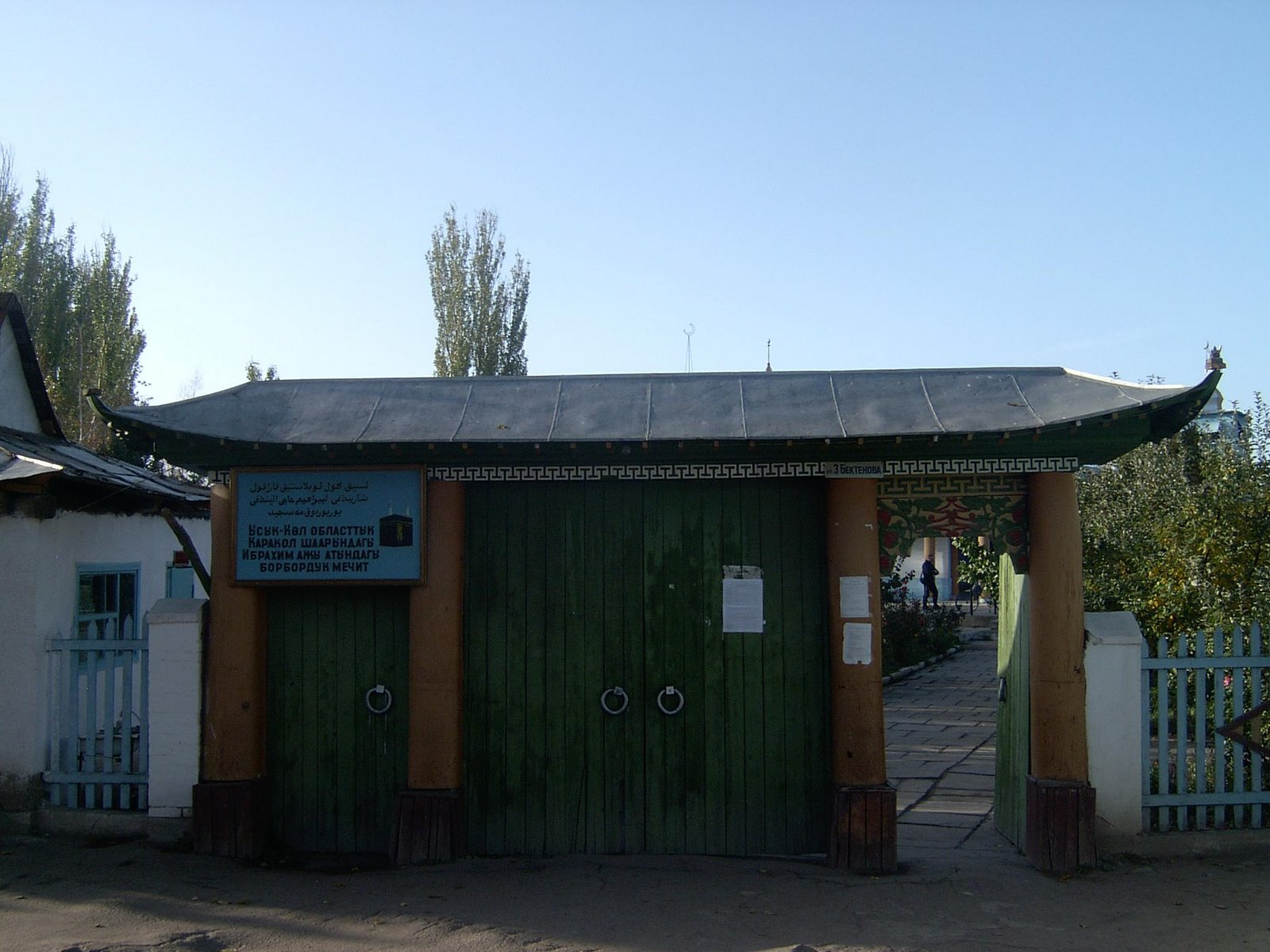
前门，拍摄于2005年
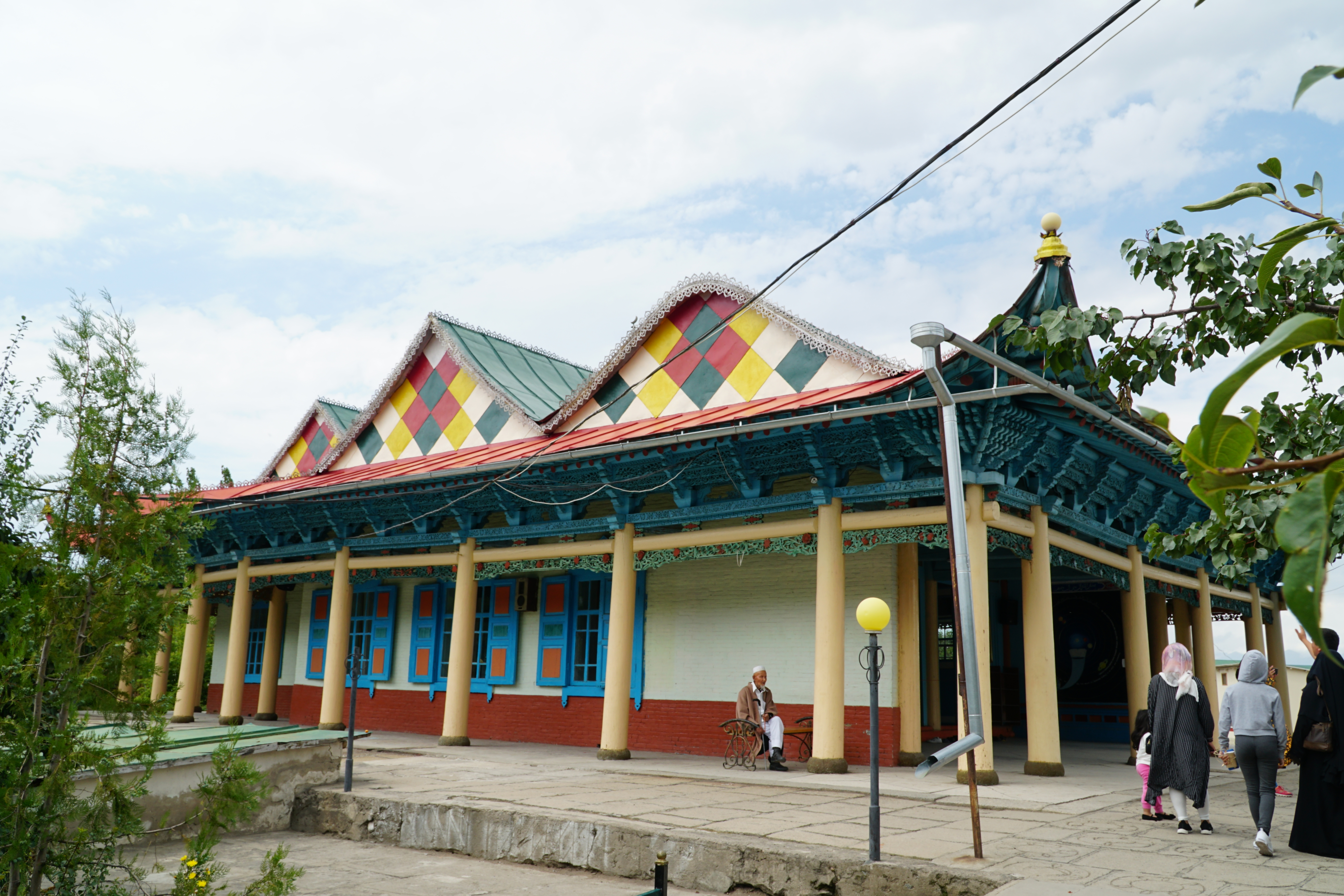
大殿
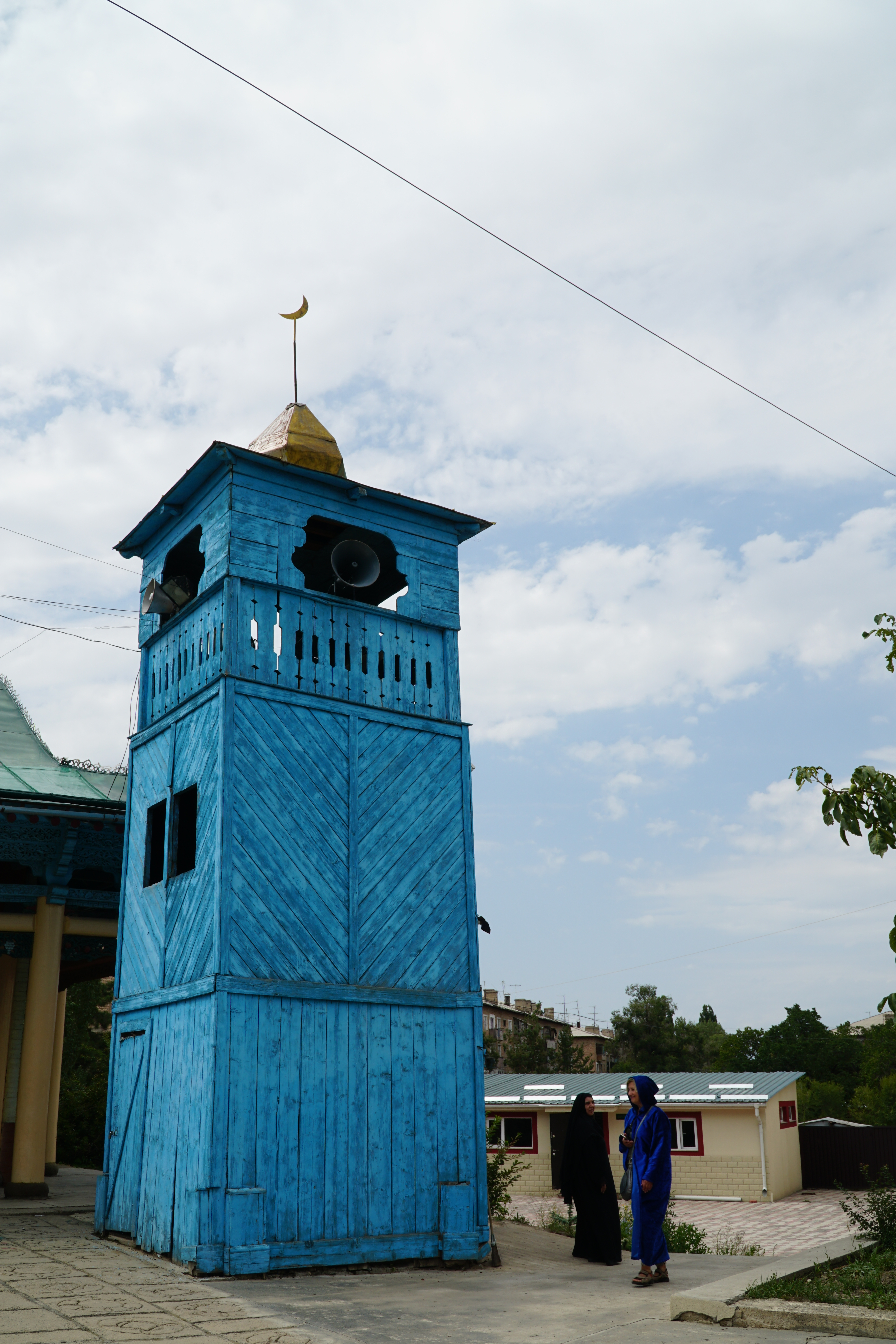
宣礼塔
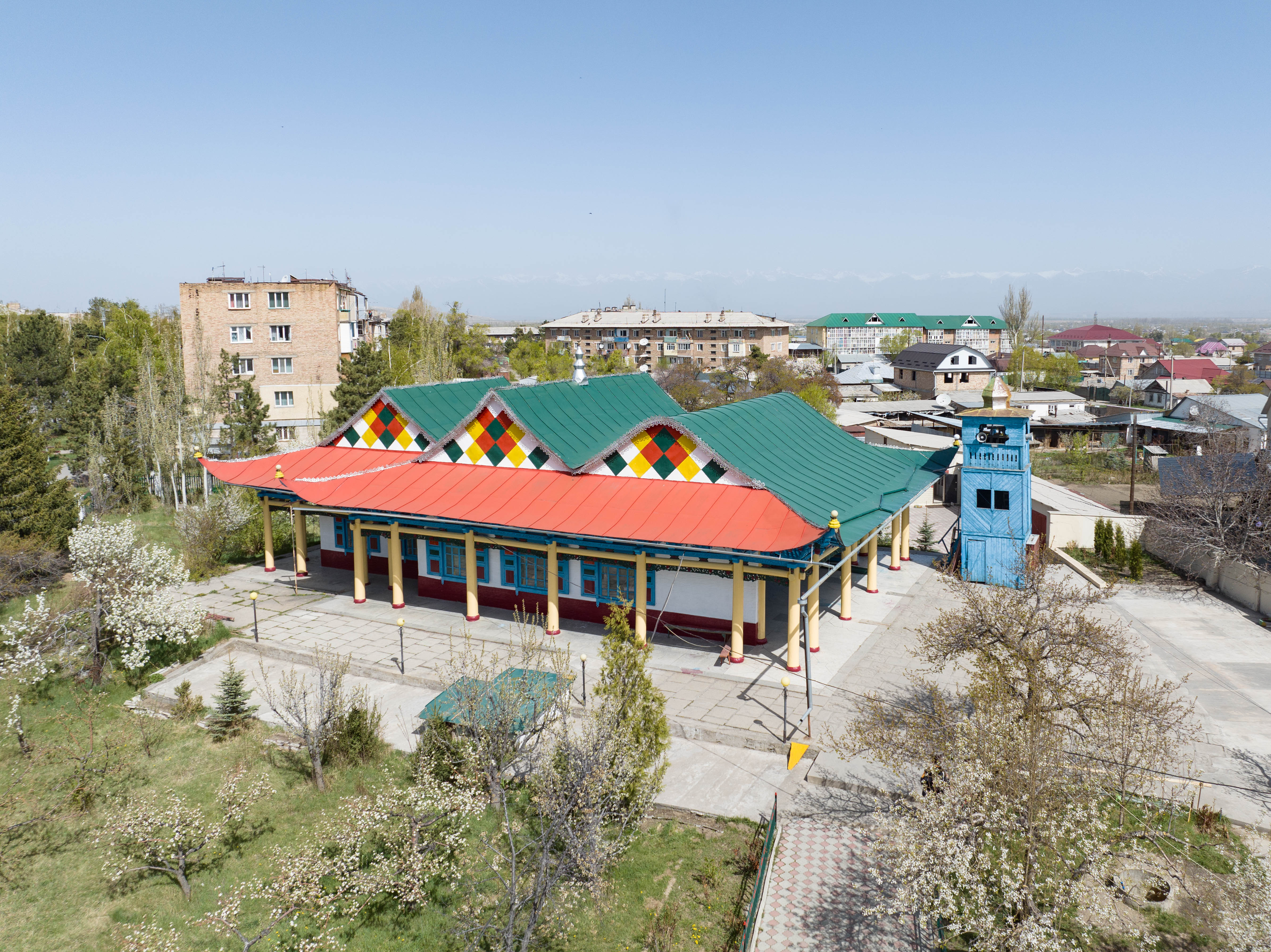
全貌
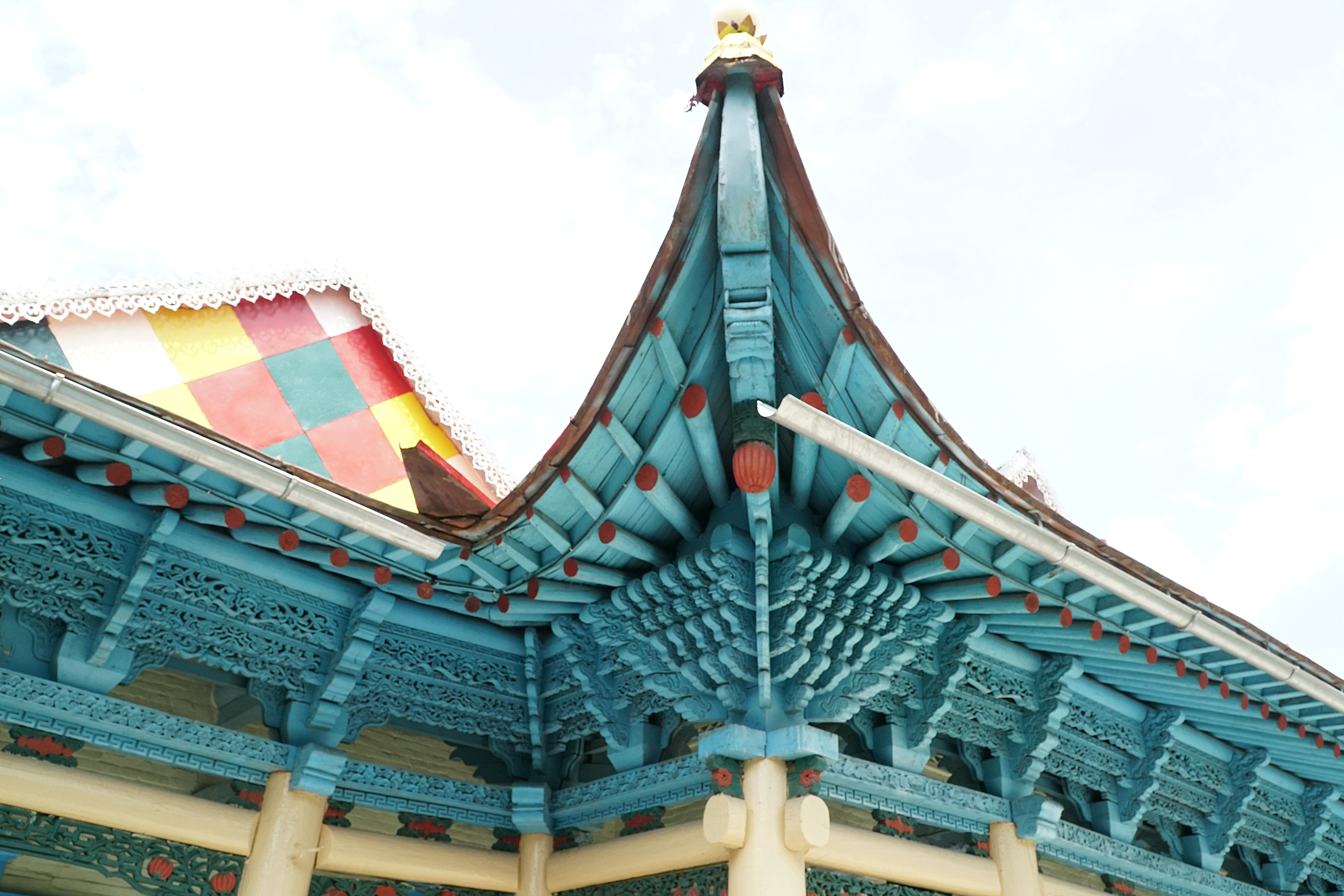
大殿的斗拱